# Nationalstraße 208 (China)
Die Nationalstraße 208 (chinesisch 208国道, Pinyin 208 Guódào, englisch China National Highway 208), chin. Abk. G208, ist eine 990 km lange, in Nord-Süd-Richtung verlaufende Fernstraße im Osten Chinas im Autonomen Gebiet Innere Mongolei sowie in der Provinz Shanxi. Sie führt von Eren Hot an der Grenze zur Mongolei parallel zum nördlichen Teil der Autobahn G55 über Ulanqab, Datong, Zuoquan, Shanyin und Taiyuan in die Stadt Changzhi.